# Greenville (Georgia)
Greenville – miasto w Stanach Zjednoczonych, w stanie Georgia, w hrabstwie Meriwether.

## Demografia
W 2010 zamieszkiwało w nim 876 osób. W roku 2023 liczba mieszkańców spadła do 799 osób, a gęstość zaludnienia do 170 osób/km².